# Aditya Mehta
Aditya Snehal Mehta (* 31. Oktober 1985 in Maharashtra) ist ein indischer Snookerspieler. Zwischen 2008 und 2018 spielte er insgesamt 8 Jahre als Profi auf der Snooker Main Tour.

## Karriere

### Anfänge und erstes Profijahr
Aditya Mehta begann mit 12 Jahren mit dem Snookerspielen. Erstmals international auf sich aufmerksam machte er als Jugendlicher bei der U21-Weltmeisterschaft, bei der er 2003 ins Hauptturnier vorrückte. Bei der U21-Asienmeisterschaft im Jahr darauf erreichte er das Halbfinale. Bei den folgenden Turnieren kam er jeweils ins Viertelfinale und in der indischen Landesmeisterschaft stand er bei den Senioren mit 19 Jahren im Halbfinale. Nachdem er bereits Spieler wie Jamie Jones, Tian Pengfei und Mark Allen besiegt hatte, nahm er in dieser Saison auch an der Challenge Tour teil, um sich für die Profitour zu qualifizieren. Er blieb aber sieglos und gab den Versuch auf. Für Indien trat er 2006 bei den Asienspielen an und holte in der Mannschaft die Bronzemedaille. Darüber hinaus blieben die eigenen Erfolge aus und so nahm er 2007 eine Auszeit. Im Dezember trat er dann wieder bei der nationalen Meisterschaft an und erreichte das Finale, das er gegen Pankaj Advani verlor. Bei der Asienmeisterschaft 2008 gelang ihm der Revanchesieg gegen Advani im Halbfinale. Im Endspiel unterlag er mit 3:7 gegen den Chinesen Jin Long, den er in der Vorrunde noch mit 4:0 besiegt hatte. Zwar verpasste er damit die direkte Main-Tour-Qualifikation, aber als Zweitplatzierter wurde er vom asiatischen Verband für die Profisaison 2008/09 nominiert. 
Die ersten beiden Partien verlor er in seinem ersten Profijahr, beim Grand Prix 2008 erreichte er aber mit Siegen über Patrick Wallace und David Morris die dritte Runde und erzielte das höchste Turnierbreak mit 140 Punkten. Das Ergebnis konnte er bei den Welsh Open und den China Open wiederholen. Trotzdem reichte es nur für Platz 84 in der Snookerweltrangliste und damit nicht für den Tourverbleib.
Anschließend versuchte er die direkte Wiederqualifikation über die Pontin’s International Open Series (PIOS), er erreichte bei 8 Turnieren aber nur einmal ein Achtelfinale und in der Gesamtwertung nur einen Mittelfeldplatz. Auch bei den internationalen Amateurturnieren kam er nicht ins Finale. Dafür erreichte er bei den Asienspielen 2010 mit der Mannschaft das Finale und bekam Silber, im Einzel gewann er die Bronzemedaille. Er blieb aber weiter in England und nahm an der Players Tour Championship (PTC) teil, die den PIOS-Turnieren nachgefolgt war. Sein bestes Ergebnis war das Erreichen der dritten Runde in Sheffield mit einem 4:0-Sieg über den Weltranglistensechsten Stephen Maguire. Im Jahr darauf verpasste er ein zweites Mal die direkte Tourqualifikation, als er sein zweites Finale bei der Asienmeisterschaft gegen Passakorn Suwannawat mit 3:7 verlor. Und zum zweiten Mal bekam er die Wildcard des Asienverbands und kehrte damit zur Saison 2011/12 auf die Main Tour zurück. Im selben Jahr gewann er auch die 78. indischen Landesmeisterschaften in Chennai durch einen 6:2-Sieg gegen den 13-fachen Meister Alok Kumar.

### Weitere Profikarriere
Seinen ersten Sieg in seiner zweiten Profisaison feierte Mehta beim Paul Hunter Classic 2011 mit 4:1 gegen Ryan Day. Gegen Day verpasste er dann beim Shanghai Masters seinen ersten Einzug in ein Hauptturnier, nachdem er erstmals in die letzte Qualifikationsrunde gekommen war. Seinen größten Erfolg hatte er aber bei den Antwerp Open, einem Turnier der PTC-Serie ohne Qualifikation. Er besiegte unter anderem den Lokalmatador Luca Brecel und anschließend den Weltranglisten-14. Matthew Stevens und kam bis ins Viertelfinale. Danach erreichte er noch bei den China Open Runde 3. Es gab aber viel mehr Turniere als in seinem ersten Jahr und oft schied er auch in Runde 1 aus, weshalb er wieder die direkte Weiterqualifikation verpasste. Dafür trat er wieder bei der Asienmeisterschaft der Amateure an und erreichte zum dritten Mal und zum zweiten Mal in Folge das Finale. Diesmal siegte er gegen seinen Landsmann Advani mit 7:5 und konnte durch den Titelgewinn seine Profikarriere fortsetzen. In seinem dritten Jahr schaffte er es zweimal, beim Wuxi Classic und erneut beim Shanghai Masters, in die vierte Qualifikationsrunde, schied dann aber gegen Jamie Cope bzw. Mark King aus. Bei der International Championship gelang ihm in Runde 4 die Revanche gegen Cope und damit erstmals der Einzug in die Hauptrunde eines großen Ranglistenturniers. In Chengdu gewann er dann auch noch gegen den Weltranglisten-16. Stuart Bingham und er zog ins Achtelfinale ein. Weitere kleinere Erfolge in der Saison waren das Achtelfinale beim Sonderformat 6-Red World Championship und zweimal der Einzug in Runde 3 bei PTC-Turnieren. Ein besonderer Erfolg gelang ihm abseits der Tour bei den World Games 2013: Gegen Liang Wenbo stand er im Finale und gewann die Goldmedaille im Einzel.
In der Saison 2013/14 konnte er erst einmal nicht an den Vorjahreserfolg anknüpfen. Beim Paul Hunter Classic kam er dann ins Achtelfinale. Wenig später fand mit den Indian Open erstmals wieder ein Ranglistenturnier in Indien statt. Bei seinem Heimturnier besiegte er im Achtelfinale mit Mark Williams einen weiteren Top-16-Spieler, entschied anschließend das indische Duell gegen Pankaj Advani für sich und mit einem umkämpften 4:3 gegen die Nummer 5 der Rangliste Stephen Maguire erreichte er sein erstes Profifinale. Das verlor er dann allerdings gegen Ding Junhui, der ihm bei seinem 5:0-Sieg mit vier Breaks von über 80 Punkten keine Chance ließ. Bei den anderen Turnieren überstand er zwar meist die erste Runde, schied danach aber regelmäßig aus. Erfolgreicher war er nur bei den geringerwertigen PTC-Turnieren: Beim Paul Hunter Classic erreichte er das Achtel- und bei den Antwerp Open das Viertelfinale. Immerhin qualifizierte er sich damit in der Zweijahreswertung der Weltrangliste erstmals direkt für die nächste Saison, die er auf Platz 49 begann. 2014/15 war er zunächst vor allem in den PTC-Turnieren erfolgreich. Bei den Riga Open und den Lisbon Open erreichte er jeweils das Achtelfinale. Beim Paul Hunter Classic schied er in der dritten Runde gegen Stephen Maguire aus, in dem Match gelang ihm aber als erstem Spieler aus Indien ein offizielles Maximum Break. Bei den großen Ranglistenturnieren kam er zweimal in die Runde der Letzten 32, beim Welsh Open, wo er den damaligen Weltranglistenfünften Barry Hawkins schlug, und beim Indian Open. Damit konnte er sich zwar nicht verbessern, aber seine Top-64-Position halten.
Anders sah es im Jahr darauf aus. Zwar gewann er bis zum Jahresende 2015 außer beim Shanghai Masters alle Auftaktspiele, kam danach aber nur einmal in Runde 3. Anfang 2016 wurde er ein weiteres Mal indischer Meister. Beim German Masters im Februar verlor er erneut das erste Spiel und danach musste er bei den letzten vier Ranglistenturnieren der Saison seine Teilnahme aufgrund von anhaltenden Nackenbeschwerden absagen. Das kostete ihn seinen Platz unter den Top 64. Aber durch sein beständiges Punkten bei den europäischen PTC-Turnieren, auch ohne große Ergebnisse, kam er unter die 8 Besten der Order of Merit und bekam damit sofort wieder eine Tourkarte für die nächsten beiden Jahre. Allerdings dauerte es bis September, bis er wieder voll einsteigen konnte, und zuerst einmal verlor er die ersten vier Partien, zwei davon zu Null. Bei der International Championship gewann er erstmals wieder zwei Matches. Er gewann auch weitere einzelne Matches und besiegte Topspieler wie Ryan Day und Barry Hawkins, musste sich im folgenden Jahr aber erheblich steigern, um in der Weltrangliste noch weit genug nach oben zu kommen. Der erste Erfolg in der Saison 2017/18 war die dritte Runde beim European Masters, anschließend erreichte er sogar das Achtelfinale beim English Open. Daneben gab es aber viel zu viele Auftaktniederlagen und auch die dritte Runde bei den Gibraltar Open, dem Turnier mit der zweitniedrigsten Wertigkeit, brachte ihn nicht weiter als Platz 83. Mit 32 Jahren und nach insgesamt 8 Jahren als Profi fiel er ein weiteres Mal aus der Tour und trat danach auch nicht mehr in der Q School an, um seinen Platz zurückzugewinnen.

## Persönliches
Aditya Mehta gehörte zu den wenigen Snookerspielern, die mit Brille spielten. Inzwischen benutzt er aber Kontaktlinsen.

## Erfolge
Ranglistenturniere:
- Finale: Indian Open (2013)
- Achtelfinale: International Championship (2012), English Open (2017)

Andere Profiturniere:
- Viertelfinale: Antwerp Open (PTC: 2011, 2013)

Amateurturniere:
- Asienmeister (2012; Finalist 2008, 2011)
- Goldmedaille: World Games (2013)
- Bronzemedaille: Asienspiele (2010), Asian Indoor & Martial Arts Games (2013)
- Indischer Landesmeister (2011, 2012, 2016, 2020)

Teamwettbewerbe (für Indien)
- Silbermedaille: Asienspiele (2010), Asian Indoor and Martial Arts Games (2013)
- Bronzemedaille: Asienspiele (2006)